# Зямбайгурт
Зямбайгурт — деревня в Вавожском районе Удмуртии, центр муниципального образования Зямбайгуртское сельское поселение.

## География
Располагается на реке Седмурча в 19 км западнее Вавожа.

## История
По сведениям 1859—1873 годов деревня входила в Малмыжский уезд Вятской губернии и проживало 232 мужчины и 249 женщин.
В 2012 году территория деревни Зямбайгурт увеличена более чем на 9 га за счет земельных угодий, находящихся в собственности МО «Зямбайгуртское».

## Население
| 2010 | 2012 |
| ---- | ---- |
| 587  | ↗594 |

Национальный состав
По данным Всероссийской переписи населения 2010 года.
| Национальная принадлежность                              | Численность, чел. | Доля от всего населения, % |
| -------------------------------------------------------- | ----------------- | -------------------------- |
| удмурты                                                  | 515               | 87,7 %                     |
| русские                                                  | 57                | 9,7 %                      |
| армяне                                                   | 5                 | 0,9 %                      |
| другие (в т.ч. не указавшие национальную принадлежность) | 10                | 1,8 %                      |